# Hat Yai
Hat Yai (tajski: หาดใหญ่) – miasto w południowej Tajlandii, na Półwyspie Malajskim, w pobliżu wybrzeża Zatoki Tajlandzkiej. W 2019 roku liczyło ok. 156 tys. mieszkańców.